# Salade de fruits (chanson)
Clip vidéo
[vidéo] « Salade de fruits (live officiel, 1959) », sur YouTube
Salade de fruits est une chanson interprétée par Bourvil parue en 1959.

## Développement et composition
La chanson a été écrite par Noël Roux, futur auteur de La Tendresse, et Armand Canfora, qui a composé et composera pour de nombreux chanteurs de variété.

## Performance commerciale
En France, la chanson de Bourvil est sortie en EP.
Peu après, elle a été reprise par l'actrice et chanteuse belge Annie Cordy (qui a également publié sa version sur un EP).
En Wallonie (Belgique francophone), la chanson a atteint la 3e place de l'Ultratop 50 Singles,.

## Liste des pistes

### Version de Bourvil
EP 7" 45 tours Pathé EG 488 M
A1. Salade de fruits (3:15)
A2. Les rois fainéants (3:06)
B. On a vécu pour ça (4:16),

### Version d'Annie Cordy
EP 7" 45 tours Columbia ESRF 1235 M
1. A1. Ivanhoe
2. A2. Qu'il fait bon vivre
3. B1. Salade de fruits
4. B2. Personnalités[4],[3]

## Reprises
Le titre a également été enregistré par Luis Mariano (en 1960), Franck Pourcel, Mad Dodo (en 1992), Lisa Ono (en 2003) et Roberto Alagna (en 2005).

## Classements
| Classement (1960)                        | Meilleure position |
| ---------------------------------------- | ------------------ |
| Belgique (Wallonie Ultratop 50 Singles), | 3                  |

### Version de Luis Mariano
| Classement (1960)                       | Meilleure position |
| --------------------------------------- | ------------------ |
| Belgique (Wallonie Ultratop 50 Singles) | Tip                |